# 友谊公园 (乌兰巴托)

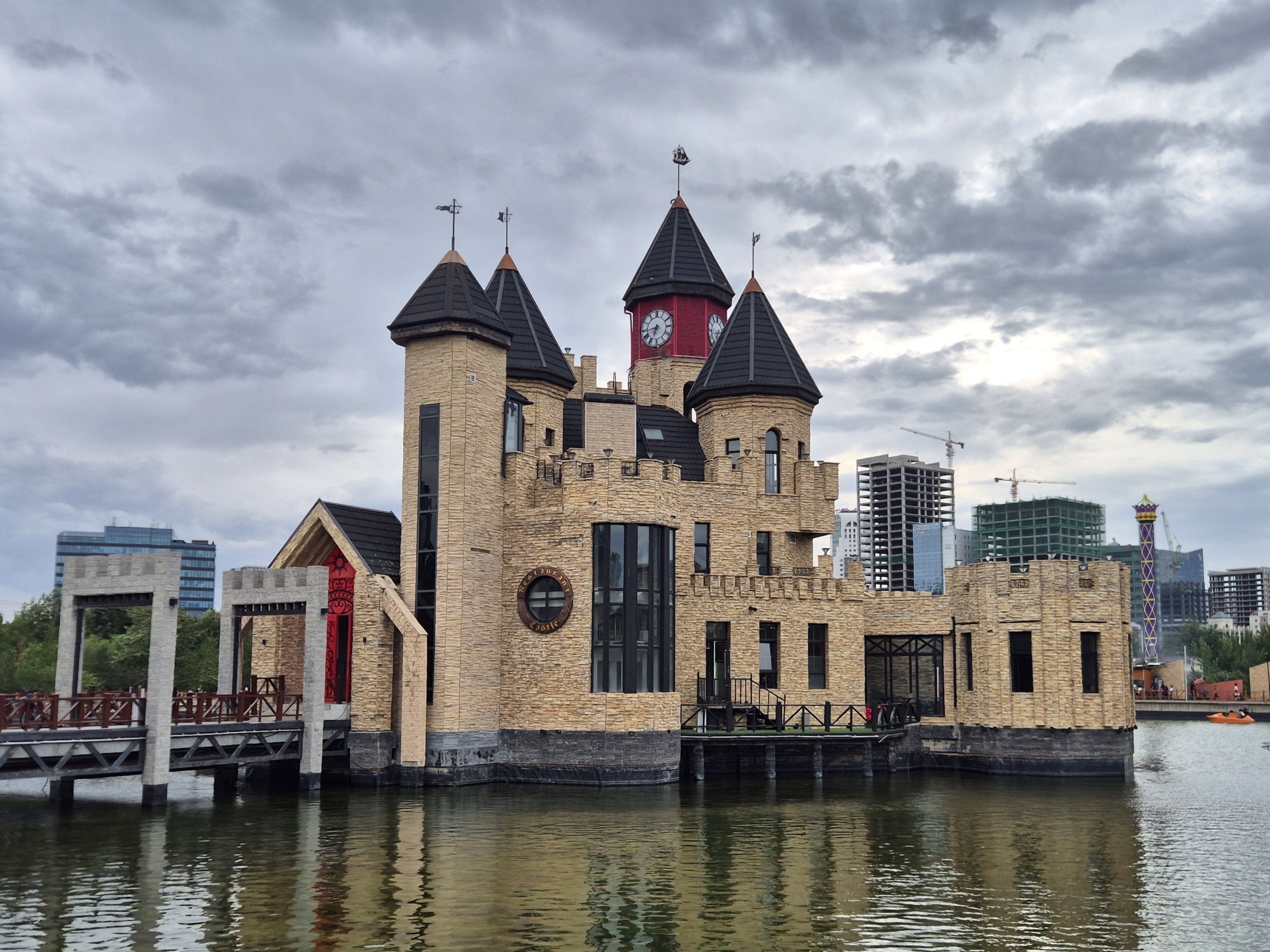
2010年翻建的人工湖城堡

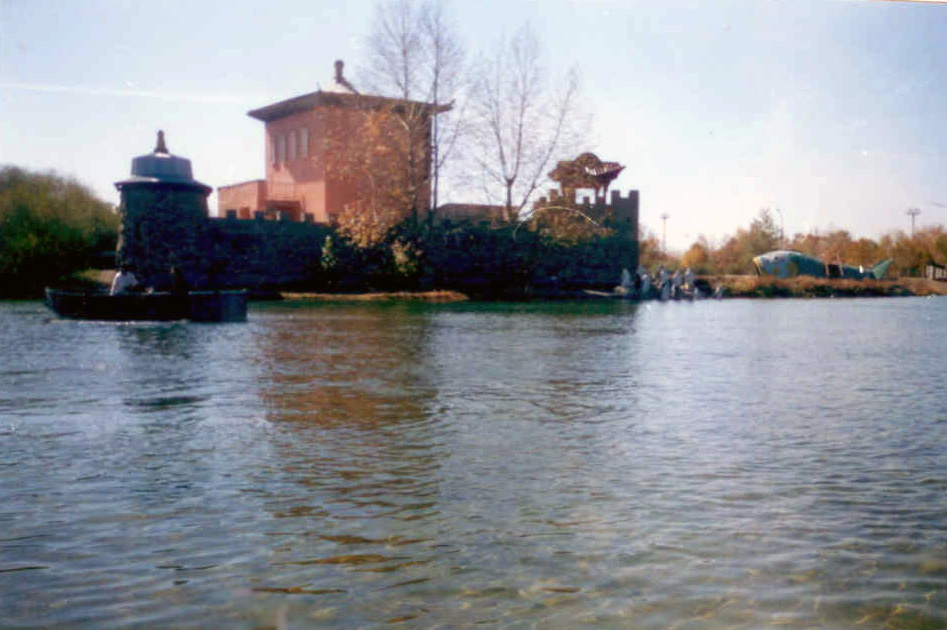
2010年之前的人工湖城堡

友谊公园，又称国家游乐园（英語：National Amusement Park）是蒙古国乌兰巴托的一个游乐公园。

## 简介
该公园是儿童的乐园，内设许多儿童游乐设施，比如一座运转缓慢的摩天輪，以及在3米高的轨道上骑行的空中自行车（aerobicycle）。公园南部有一个湖，夏季可行船，冬季可滑冰。